# Brandy Alexander
För andra betydelser, se Alexander (olika betydelser).
Brandy Alexander är en alkoholbaserad drink, baserad på konjak och Crème de cacao (kakaolikör). Drinken är en variant av drinken Alexander, som är baserad på gin istället för cognac. IBA benämner dock drycken Brandy Alexander bara Alexander, vilket kan tyckas vara vilseledande.